# Perša Liha 1999-2000
La Perša Liha 1999-2000 è stata la 9ª edizione della seconda serie del campionato ucraino di calcio. La stagione è iniziata il 25 luglio 1999 ed è terminata il 19 giugno 2000.

## Stagione

### Novità
Al termine della passata stagione, è salito in Vyšča Liha il Čornomorec'. Sono retrocesse in Druha Liha Podillja, Kremin' Kremenčuk, Bukovyna Černivci, Desna Černihiv e Šachtar Makiïvka. Sono salite dalla Druha Liha Zakarpattja, SK Odessa e Obolon'.
Dalla Vyšča Liha 1998-1999 è retrocesso il Mykolaïv.
L'SK Odessa, dopo essersi fuso con il Čornomorec', è diventato la seconda squadra di quest'ultimo, cambiando denominazione in Čornomorec’-2.

### Formula
Le diciotto squadre si affrontano due volte, per un totale di trentaquattro giornate. Le prime due classificate vengono promosse in Vyšča Liha 1999-2000.
Le ultime cinque classificate retrocedono in Druha Liha.

## Classifica finale
|  | Pos. | Squadra                       | Pt | G  | V  | N  | P  | GF | GS | DR  |
|  | ---- | ----------------------------- | -- | -- | -- | -- | -- | -- | -- | --- |
|  | 1.   | Dinamo-2 Kiev                 | 73 | 34 | 22 | 7  | 5  | 75 | 21 | +54 |
|  | 2.   | Stal' Alčevs'k                | 70 | 34 | 21 | 7  | 6  | 58 | 36 | +22 |
|  | 3.   | Čerkasy                       | 59 | 34 | 17 | 8  | 9  | 48 | 34 | +14 |
|  | 4.   | Šachtar-2                     | 56 | 34 | 16 | 8  | 10 | 47 | 38 | +9  |
|  | 5.   | CSKA-2 Kiev                   | 54 | 34 | 16 | 6  | 12 | 38 | 26 | +12 |
|  | 6.   | Mykolaïv                      | 52 | 34 | 15 | 7  | 12 | 40 | 38 | +2  |
|  | 7.   | L'viv                         | 51 | 34 | 13 | 12 | 9  | 34 | 31 | +3  |
|  | 8.   | Polihraftechnika Oleksandrija | 50 | 34 | 13 | 10 | 11 | 34 | 34 | 0   |
|  | 9.   | Javir-Sumy                    | 48 | 34 | 14 | 6  | 14 | 42 | 45 | -3  |
|  | 10.  | Volyn'                        | 48 | 34 | 13 | 9  | 12 | 42 | 41 | +1  |
|  | 11.  | Vinnycja                      | 48 | 34 | 14 | 6  | 14 | 29 | 39 | -10 |
|  | 12.  | Metalurh Nikopol'             | 48 | 34 | 14 | 6  | 14 | 31 | 34 | -3  |
|  | 13.  | Zakarpattja                   | 48 | 34 | 14 | 6  | 14 | 36 | 49 | -13 |
|  | 14.  | Naftovyk-Ukrnafta             | 44 | 34 | 13 | 5  | 16 | 42 | 51 | -9  |
|  | 15.  | Polіssja Žytomyr              | 40 | 34 | 11 | 7  | 16 | 36 | 51 | -15 |
|  | 16.  | Obolon'                       | 27 | 34 | 5  | 12 | 17 | 23 | 52 | -29 |
|  | 17.  | Čornomorec'-2                 | 23 | 34 | 6  | 5  | 23 | 25 | 49 | -24 |
|  | 18.  | Torpedo Zaporižžja            | 16 | 34 | 5  | 1  | 28 | 21 | 32 | -11 |

Legenda:
      Promossa in Vyšča Liha 2000-2001
      Retrocessa in Druha Liha 2000-2001
      Esclusa a campionato in corso.
Note:
Tre punti a vittoria, uno a pareggio, zero a sconfitta.